# Tonatico
Tonatico är en kommun i Mexiko.   Den ligger i delstaten Mexiko, i den sydöstra delen av landet, 90 km sydväst om huvudstaden Mexico City. Antalet invånare är 10 901. Arean är 92 kvadratkilometer.
Terrängen i Tonatico är huvudsakligen kuperad, men den allra närmaste omgivningen är platt.
Följande samhällen finns i Tonatico:
- San Gaspar Tonatico
- El Terrero
- La Puerta de Santiago
- La Audiencia
- Tlacopan
- San Miguel